# Pedro Tufró Berta
Pedro Tufró Berta (Las Piedras. Uruguay, 1904 - Tortosa, España, 1937) fue uno de los anarquistas uruguayos que luchó en la guerra civil española. 

## Biografía

### Militancia política en Uruguay
Se sitúa en el Uruguay de principios del siglo XX. Hijo de una familia acomodada de clase media, se recibió como escribano público y posteriormente cursó Derecho. Durante los años 30 fue expulsado varias veces de la universidad por su actividad política en contra de la dictadura de Terra. Ejerció como profesor de Historia y Lenguaje. Obtuvo varias cátedras que siempre terminó abandonando debido a su actividad política. Por entonces, la policía ya lo tenía señalado como un enemigo peligroso, un agitador político de ideas revolucionarias.
Durante los años 20 y 30, Pedro Tufró militó en las organizaciones anarquistas Asociación Estudiantil Libertaria, Federación Juvenil Libertaria y Unión Sindical Uruguaya (institución obrera revolucionaria fundada en 1923 y de mayoría anarco-sindicalista). Formó parte del Comité de Relaciones Anarquista, coordinadora de la militancia libertaria a nivel sindical y popular, embrión de lo que posteriormente sería la Federación Anarquista del Uruguay -FAU- creada en 1926. Fue miembro del equipo redactor del periódico anarquista ¡Tierra! -editado en Montevideo y fundado en los años 30 por Diego Abad de Santillán, Ildefonso González Gil y Francisco Carreño, todos ellos de origen español-.  En febrero de 1936 crea la revista Esfuerzo junto a otros anarquistas como Roberto Cotelo o José B. Gomensoro.

### Participación en la Guerra civil española
En enero de 1937, Tufró llegó a España. Allí se encontró con Ildefonso González Gil, expulsado del Uruguay en 1933, y Diego Abad de Santillán, que había retornado también a España tras exiliarse en Uruguay y Argentina entre 1930 y 1933. Se integró en el Grupo Nervio, un grupo específico de la Federación Anarquista Ibérica (FAI) liderado por el propio Santillán y en el que se encontraban destacados libertarios como Pedro Herrera, Fidel Miró Solanes o Germinal de Souza. A pesar de que su idea era ir al frente de combate, los compañeros de militancia le hicieron cambiar de opinión. Automáticamente fue nombrado miembro del Comité Regional de las Juventudes Libertarias en Barcelona y responsable del enlace con el frente de Aragón. Formó también parte del equipo de redacción del periódico Ruta, órgano de prensa de la Juventudes Libertarias en Cataluña (JJLL).
En febrero de ese 1937, fue nombrado delegado del Comité Peninsular de la FAI, donde se le asignaron tareas de responsabilidad en diferentes lugares de España. Uno de estos lugares fue Málaga, donde se trasladó para investigar los hechos ocurridos días atrás en esa ciudad, en los que un número importante de milicianos de la CNT habían sido asesinados tras la entrada de tropas franquistas y la dejadez de los mandos militares anarquistas.
A su regreso, durante marzo y abril de 1937, participó ocasionalmente en la emisora de radio Radio CNT-FAI ECN1. Una de sus colaboraciones fue una disertación titulada “Batallones de la juventud libertaria”. ECN 1 Radio CNT-FAI empezó a emitir el 28 de agosto de 1936 desde la Casa CNT-FAI en la Vía Layetana, 32-34 (Barcelona) y fue clausurada por la Generalidad  de Cataluña en mayo de 1937. Formaba parte de la Oficina de Propaganda de la CNT-FAI, la cual integraba el periódico Solidaridad obrera, boletín de Información y Propaganda de la CNT-FAI. ECN 1 Radio CNT-FAI tuvo un papel destacado en la difusión internacional de la propaganda anarquista durante ese año mediante emisiones en lenguas como el esperanto, catalán, castellano, árabe, búlgaro, italiano, francés, inglés, alemán, polaco, ruso, sueco y portugués.

### Asesinato
A principios de mayo, posiblemente entre los días 5 y 7, fue detenido y asesinado en Tortosa (Tarragona). Tufró regresaba de Alcañíz (municipio de Teruel, en pleno frente de Aragón), donde había ido a realizar tareas de propaganda. Según lo publicado por el Comité Nacional de la CNT, fue detenido por la policía y miembros de Estat Català. Aunque para autores como Peirats, Semprún o Amorós, la muerte de Tufró fue uno de los muchos asesinatos selectivos que cometieron las facciones estalinistas contra milicianos de la CNT-FAI, del POUM y sindicalistas durante los “hechos de mayo”. Tenía 33 años.